# Grove Dictionary of Music and Musicians
Il Grove Dictionary of Music and Musicians è un dizionario enciclopedico, in inglese,  che tratta di musica e musicisti. Assieme al tedesco Die Musik in Geschichte und Gegenwart, è la più completa ed accreditata fonte sulla musica occidentale. Il dizionario ha avuto diverse edizioni, a partire dal XIX secolo, ed è considerata una fonte di riferimento in tutto il mondo. Recentemente ne è stata creata anche una edizione disponibile a pagamento su internet.

## Edizioni

### Grove's Dictionary
È stato pubblicato per la prima volta come A Dictionary of Music and Musicians in quattro volumi (1879, 1880, 1881 [rist. 1883], 1889) edito da Sir George Grove con una appendice edita da J. A. Fuller Maitland. Ristampato nel 1890  e nel 1900 in quattro volumi. La seconda edizione, in cinque volumi, è stata edita da J. A. Fuller Maitland e pubblicata fra il 1904 e il 1910. La terza, anche questa in cinque volumi, è uscita a cura di H. C. Colles, pubblicata nel 1927. La quarta edizione, sempre edita da Colles, è stata pubblicata in cinque volumi più un supplemento nel 1940. La quinta, in nove volumi, è stata edita da Eric Blom e pubblicata nel 1954. Un sesto volume di supplemento è uscito nel 1961. Tra gli autori annoveriamo Hugues Imbert.

### The New Grove, prima edizione
La prima edizione di quest'opera apparve nel 1980, sotto il nome di The New Grove Dictionary of Music and Musicians, e fu molto ampliata essendo edita in venti volumi in cui erano contenuti 22.500 voci e 16.500 biografie. Essa uscì a cura di Stanley Sadie.
Venne poi ristampata, con piccole correzioni, ogni anno fino al 1995, ad eccezione del 1982 e 1983. Negli anni novanta il suo prezzo era di circa 2.300 dollari. Un'edizione economica venne commercializzata al prezzo di 500 dollari. A quel punto gli editori decisero la messa a punto di una seconda edizione, anche se continuarono a correggere gli errori contenuti nell'edizione del 1980.
- ISBN 0-333-23111-2 - copertina rigida
- ISBN 1-56159-174-2 - copertina morbida
- ISBN 0-333-73250-2 - edizione speciale britannica
- ISBN 1-56159-229-3 - edizione speciale americana

### The New Grove, seconda edizione
La seconda edizione con questo nuovo titolo (la settima cronologicamente) fu pubblicata nel 2001, in ventinove volumi. Essa venne resa disponibile anche in internet, per abbonamento, tramite un servizio chiamato Grove Music Online. Essa fu curata nuovamente da Stanley Sadie, con John Tyrrell come curatore esecutivo. Venne realizzata in CD-ROM ma questo tipo di supporto non fu poi più commercializzato. Come ebbe a scrivere Sadie nella prefazione, "Il maggior ampliamento di questa nuova edizione è dovuto alla scrittura di voci su tutti i compositori del XX secolo".
Questa edizione è stata oggetto di molte critiche negative (per esempio da parte della rivista Private Eye), dovute all'elevato numero di errori tipografici e concettuali. Alcuni di tali errori erano da ascrivere all'impiego di studenti per la correzione del dizionario, anche se nessuno studente era mai stato presente nel gruppo di lavoro dell'enciclopedia. Due volumi vennero ristampati, in versione corretta, poiché nell'edizione originaria non vennero inserite le sezioni con le opere di Igor' Fëdorovič Stravinskij e la bibliografia di Richard Wagner.
- ISBN 0-333-60800-3 - britannica
- ISBN 1-56159-239-0 - statunitense

### Grove Music Online
Sin dalla sua pubblicazione, l'edizione online del New Grove è stata curata da Laura Macy. Modifiche ed aggiornamenti regolari sono stati apportati al contenuto dell'enciclopedia, compresa l'aggiunta di un notevole numero di articoli. Oltre che i ventinove volumi dell'enciclopedia, l'edizione online contiene i quattro volumi del New Grove Dictionary of Opera (ed. Stanley Sadie, 1992) e i tre volumi del New Grove Dictionary of Jazz, 2ª edizione (ed. Barry Kernfeld, 2002), per un totale di oltre 50.000 voci.
Il Grove Dictionary of Music and Musicians è disponibile per la consultazione gratuita online per molti cittadini del Regno Unito tramite login di socio registrato.

### Oxford Music Online
Nel marzo 2008, la Oxford University Press ha lanciato un servizio online chiamato Oxford Music Online, sostituendo il Grove Music Online. Il nuovo servizio è stato progettato per fornire "una fonte che offra agli utilizzatori la possibilità, almeno per i primi tempi, di accedere presso un solo sito a tutta la massa di risorse dell'Università."
Le voci del Grove Dictionary comprese nell'Oxford Music Online continuano ad essere aggiornate, così come il Grove Music Online, sotto la supervisione di Laura Macy.

## Il dizionario
Il New Grove è spesso la prima fonte di consultazione per i musicologi di lingua inglese ma in genere per tutti coloro che nel mondo si occupano di musica. Il suo scopo è quello di dare informazioni a tutti quegli studiosi che abbiano una sia pur minima conoscenza della lingua inglese.
Il dizionario è stato edito da Macmillan Publishers ma nel 2004 è stato venduto alla Oxford University Press. Il suo principale concorrente è Die Musik in Geschichte und Gegenwart ("MGG") in lingua tedesca, attualmente in dieci volumi per la musica e diciassette volumi per le biografie.
In funzione della sua fama, il New Grove è molto costoso; l'edizione cartacea costa più di 2.000 dollari, mentre un abbonamento annuo alla consultazione online costa circa 300 dollari.
Il New Grove Dictionary of Opera è la massima autorità in lingua inglese per quanto riguarda l'opera lirica.

## Contenuti
L'edizione del 2001 contiene:
- 29.499 articoli
  - 5.623 nuove voci
- 20.374 biografie di compositori, esecutori e scrittori di musica
  - 96 voci su direttori di teatri
- 1.465 voci su stili, termini e generi musicali
  - 283 voci concettuali
- 805 articoli su regioni, paesi e città
  - 580 voci su musica antica e musica sacra
  - 1.327 voci sulla musica nel mondo
  - 1.221 articoli su musica popolare, musica leggera e jazz
- 2.261 voci su strumenti musicali, costruttori di strumenti e pratiche esecutive
  - 89 articoli di acustica
- 693 voci su libri e pubblicazioni
  - 174 voci sulla notazione musicale
  - 131 voci di bibliografia